# スズキ・ウルフ90
ウルフ90（うるふ90）は、かつて鈴木自動車工業（現スズキ）が製造販売した自動二輪車である。T90とも呼ばれる。
1968年（昭和43年）10月開催の東京モータショーで、ウルフ125と共に初公開され、日本市場では翌1969年（昭和44年）2月に発売した。
エンジンの腰上部分を除く大半の部品を、同系の2気筒エンジンを搭載したウルフ125と共用した結果、このクラスで2気筒のエンジンを搭載した数少ない例の一つとなり、公表された動力性能「最高出力10.5 hp、最高速度110 km/h」は、先行する2気筒エンジン搭載のヤマハスポーツ90 HS1と並んだ。
外観は野心的なもので、トリフォームと呼ばれるフレームに吊られたエンジンは水平近くまで寝かせられてい、排気管はスクランブラーのように、左右の高い位置まで取り回されていた。また、ハウジングを廃止して灯体を露出した独特なヘッドランプや、分離式スピードメーターなどを採用し、スズキは当時の若者に広く受け入れられたとしている。

## 脚註

### 註釈
1. 1 2 3 4  カワサキ90-SSデラックス（1968年（昭和43年）発売）、ヤマハスポーツ90 HS1（1969年（昭和44年）発売）、スズキウルフ90（1969年（昭和44年）発売）及びホンダベンリイCB90（1970年（昭和45年）発売）の四車種は、いずれも「最高出力10.5 ps、最高速度110 km/h」を謳っていた[7]。